# サスペンス映画
サスペンス映画（サスペンスえいが）は、観客の緊張感を煽ることを狙いの一つにしている映画のジャンル。サスペンスの語源は、人の心を宙吊りにするという意味で、ズボンのサスペンダーと同源である。項目サスペンスを参照。

## 代表的なサスペンス映画作品

### 推理系
連続殺人や真犯人との心理戦、猟奇性の濃厚な犯行などが特徴。
- 殺人鬼の誘惑 （1963年）
- シャレード （1963年）
- 第三の男
- カンバセーション…盗聴…
- 薔薇の名前
- メメント
- 羊たちの沈黙
- 氷の微笑
- エンゼル・ハート
- シャドー
- レイクサイド マーダーケース
- マークスの山
- アガサ・クリスティー原作物
  - オリエント急行殺人事件
  - ナイル殺人事件 (1978年の映画)
  - 死海殺人事件
  - 地中海殺人事件
  - ドーバー海峡殺人事件
  - そして誰もいなくなった（※5度にわたり映画化されている。）
    - And Then There Were None（そして誰もいなくなった）　アメリカ 1945年
    - Ten Little Indians（姿なき殺人者）　イギリス 1965年
    - Ten Little Indians（そして誰もいなくなった）　1975年
    - Десятъ нергритят　ソ連 1987年
    - Ten Little Indians（アガサ・クリスティー/サファリ殺人事件）　イギリス 1989年
- 横溝正史原作物
  - 犬神家の一族（※3度にわたり映画化されている。）
  - 八つ墓村（※3度にわたり映画化されている。）
  - 悪魔が来りて笛を吹く（※2度にわたり映画化されている。）
  - 女王蜂（※2度にわたり映画化されている。）
  - 悪魔の手毬唄（※2度にわたり映画化されている。）
  - 病院坂の首縊りの家
  - 悪霊島

### サイコ・ホラー系
心霊や超能力等の超自然現象的要素が、一切絡まないのが大前提条件とされる。
- 悪魔のような女
- サイコ
- 激突!
- ミザリー
- サスペリアPART2
- 黒い家
- オーディション
- 悪魔の追跡
- シッター
- ルームメイト
- 愛がこわれるとき
- ゆりかごを揺らす手
- 危険な遊び
- ヒッチャー
- パシフィック・ハイツ
- グラスハウス
- 太陽がいっぱい
- リプリー（※「太陽がいっぱい」リメイク作品）
- ストーカー
- 異常性愛記録 ハレンチ
- 告白
- ミスト (映画)

### その他
- 網走番外地
- ウイラード
- ウォリアーズ
- 裏窓
- ガス燈
- 暗くなるまで待って
- 黒線地帯
- 死刑台のエレベーター
- セブン
- 十二人の怒れる男
- 情婦
- 第十七捕虜収容所
- 東海道四谷怪談
- ファンキーハットの快男児シリーズ
  - ファンキーハットの快男児
  - ファンキーハットの快男児 二千万円の腕
- 風来坊探偵シリーズ
  - 風来坊探偵 赤い谷の惨劇
- 北北西に進路を取れ
- ユージュアル・サスペクツ
- L.A.コンフィデンシャル
- パラサイト 半地下の家族
- ジョーカー